# Dengeki Bunko
Dengeki Bunko (電撃文庫) est une marque de publication de light novel de l’éditeur japonais ASCII Media Works (anciennement Media Works).
Il a été créé en juin 1993 avec la publication du premier volume de La Légende de Crystania, ce magazine de light novel vise un public masculin. Les éditeurs chargés des publications ont la réputation d'accueillir les nouveaux auteurs, et de tenir un concours annuel (le grand prix du roman Dengeki) pour faire découvrir de nouveaux talents.
Le 8e volume de L'Odyssée de Kino, publié en octobre 2004, a été le 1000e light novel publié. En septembre 2010 le 2000e light novel publié était Golden Time de Yuyuko Takemiya.En avril 2007 trois films basé sur trois light ont été créés lors du Dengeki Bunko Movie Festival. Les trois films sont basés sur L'Odyssée de Kino, Inukami!, Shakugan no shana.
Après que le magazine de light novel Dengeki hp (leur appartenant) a été abandonné, un nouveau magazine intitulé Dengeki Bunko Magazine lui a succédé.

## Œuvres publiées
- Haut – A
- B
- C
- D
- E
- F
- G
- H
- I
- J
- K
- L
- M
- N
- O
- P
- Q
- R
- S
- T
- U
- V
- W
- X
- Y
- Z

### !–9
| Titre    | Auteur       | Illustrateur      | N° du volume |
| -------- | ------------ | ----------------- | ------------ |
| @Home    | Yū Fujiwara  | Masato Yamane     | 1            |
| 12Demons | Akihiko Odo  | Masatoshi Takeshi | 2            |
| 5656!    | Ryōgo Narita | Suzuhito Yasuda   | 1            |
| 9S       | Tohru Hayama | Yamato Yamamoto   | 10           |

### A
| Titre                                            | Auteur               | Illustrateur                           | N° du volume |
| ------------------------------------------------ | -------------------- | -------------------------------------- | ------------ |
| A/B Extreme                                      | Yashichiro Takahashi | Eiji Kaneda (vol. 1, 2), Nagi (vol. 3) | 3            |
| A Black Knight × A Thorn of Rose                 | Tosei Tamura         | Aoi Yukino                             | 1            |
| Absolute Boy                                     | Tatsuya Hamazaki     | Sunaho Tobe                            | 2            |
| Accel World                                      | Reki Kawahara        | Hima                                   | 9            |
| Agartha Fiesta!                                  | Makoto Sanda         | Double Dragon                          | 4            |
| Aisaka Suteki na Shōkōgun                        | Hazuki Minase        | Sakana Tōjō                            | 3            |
| Akairo / Romance                                 | Yū Fujiwara          | Kaya Kuramoto                          | 6            |
| Aka no 9-ban (Reijū)                             | Akira Aihara         | Kazuoki                                | 1            |
| Ākuma Detekūru                                   | Taro Achi            | Muto Kurihito                          | 1            |
| Akuma no Mikata (and Akuma no Mikata 666 series) | Hisamitsu Ueo        | Kaori Fujita                           | 19           |
| Alice                                            | Yasuhiro Kawasaki    | Katsumi Enami                          | 1            |
| Allison                                          | Keiichi Sigsawa      | Kohaku Kuroboshi                       | 4            |
| Ame no Hi no Iris                                | Takeshi Matsuyama    | Hirasato                               | 1            |
| Anata ga Naku made Fumu no o Yamenai!            | Eiji Mikage          | Nyanya                                 | 1            |
| Anti-literal Alchenist                           | Yagi Uzuki           | Tomoe Sasamori                         | 3            |
| Ariel                                            | Yū Ueno              | Uni                                    | 3            |
| Arikawa Yuna no Teikōchi                         | Yui Tokita           | Richu                                  | 1            |
| Arisa Change Ring                                | Nakazato Yuji        | Umekichi                               | 1            |
| Aruhi, Bakudan ga Ochitekite                     | Hideyuki Furuhashi   | Yukari Higa                            | 1            |
| Astral                                           | Takafumi Nanatsuki   | Tomozo                                 | 2            |
| Asura Cryin'                                     | Gakuto Mikumo        | Nao Watanuki                           | 14           |
| Atrium no Koibito                                | Shinjirō Dobashi     | Ryō Ueda                               | 2            |
| A=Uchū Shōjo2×Tamashii no Sokudo                 | Hifumi Hino          | Comeco Amajio                          | 1            |

### B
| Titre                                                                                            | Auteur             | Illustrateur                                                           | N° du volume |
| ------------------------------------------------------------------------------------------------ | ------------------ | ---------------------------------------------------------------------- | ------------ |
| Babel                                                                                            | Akira Nakata       | Hitowa                                                                 | 1            |
| Baby Princess                                                                                    | Sakurako Kimino    | Natsuki Mibu                                                           | 7            |
| Baccano!                                                                                         | Ryōgo Narita       | Katsumi Enami                                                          | 17           |
| Bakumatsu Mahōshi                                                                                | Sōji Tanabu        | Kaya Kuramoto                                                          | 3            |
| Shinigami no ballad (and Ballad of a Shinigami: Unknown Stars et Ballad of a Shinigami: Rebirth) | K-Ske Hasegawa     | Nanakusa                                                               | 16           |
| Bitter×Sweet Blood                                                                               | Tsukasa Suou       | Chiyoko                                                                | 2            |
| Black Bullet                                                                                     | Shiden Kanzaki     | Saki Ukai                                                              | 2            |
| Black Rod                                                                                        | Hideyuki Furuhashi | Keita Amamiya (vol.1), Yoshinori Ito (vol.2), Shigeki Maeshima (vol.3) | 3            |
| Boku ni Otsukisama o Misenai de                                                                  | Taro Achi          | Sumi Miya                                                              | 10           |
| Boku no Chi o Suwanai de                                                                         | Taro Achi          | Sumi Miya                                                              | 5            |
| Boku no Sekai o Mamoru Hito                                                                      | Nagaru Tanigawa    | Akifumi Orizawa                                                        | 3            |
| Boku to Kanojo no Game Sensō                                                                     | Tōru Shiwasu       | Jin Happōbi                                                            | 1            |
| Boku to Majo shiki Apocalypse                                                                    | Hazuki Minase      | Fujiwara Warawara                                                      | 3            |
| Boku wa Kanojo no 9-banme                                                                        | Shinano Sano       | Takahiro Tsurusaki                                                     | 1            |
| Bokusatsu Tenshi Dokuro-chan                                                                     | Masaki Okayu       | Torishimo                                                              | 11           |
| Boogiepop series                                                                                 | Kouhei Kadono      | Kouji Ogata                                                            | 18           |

### C
| Titre                             | Auteur              | Illustrateur   | N° du volume |
| --------------------------------- | ------------------- | -------------- | ------------ |
| C³                                | Hazuki Minase       | Sasorigatame   | 12           |
| Called Gehenna                    | Gakuto Mikumo       | Shoryu Shinobu | 5            |
| Catch the Sign!                   | Masashi Hasegawa    | Shiryu Sakurai | 1            |
| Chiisana Kuni no Kyuseishu        | Kazuyuki Takami     | Himeaki        | 5            |
| Chiisana Majo to Soratobu Kitsune | Daisuke Minai       | Ashito Ōyari   | 1            |
| Chrono × Sex × Complex            | Yukako Kabei        | Densō          | 3            |
| Clockwork Serpents                | Kouhei Kadono       | Kouji Ogata    | 1            |
| Cooking On!                       | Jirō Kurifu         | Yasuyuki Shuri | 2            |
| Cool Down                         | Masanori Date       | Kouji Ogata    | 1            |
| Criss Cross Konton no Maō         | Kyoichiro Takahashi | Rin Kigawa     | 1            |
| Cross Talk                        | Rei Rairaku         | Kouji Ogata    | 1            |
| Crystal Communication             | Yukiya Akatsuki     | Poporucha      | 1            |
| Custom Child                      | Yukako Kabei        | Jiro Suzuki    | 1            |

### D
| Titre                                 | Auteur              | Illustrateur                                    | N° du volume |
| ------------------------------------- | ------------------- | ----------------------------------------------- | ------------ |
| D.H.A. (and D.H.A. Herisshu spin-off) | Rin Yuki            | Yuta Komiya                                     | 10           |
| Daddyface                             | Masanori Date       | Nishida                                         | 7            |
| Danshō no Grimm                       | Gakuto Coda         | Kakeru Mikazuki                                 | 15           |
| Defender                              | Chiaki Konaka       |                                                 | 1            |
| Dengeki Aegis 5                       | Nagaru Tanigawa     | Nao Goto                                        | 2            |
| Denpa Onna to Seishun Otoko           | Hitoma Iruma        | Buriki                                          | 8            |
| Desire Ōkoku Monogatari               | Hisashi Suzuki      | Toru Azumi                                      | 6            |
| Disgaea: Hour of Darkness             | Junna Akikura       | Takehito Harada                                 | 1            |
| Dokkoida                              | Taro Achi           | Yu Yagami                                       | 6            |
| Dokuhaki-hime to Hoshi no Ishi        | Izuki Kōgyoku       | Hiroo Isono                                     | 1            |
| Double Breed                          | Erika Nakamura      | Kazune Fujikura (vol. 1, 2), Takehito (vol. 3-) | 11           |
| Double Cast                           | Kyoichiro Takahashi | Yu Kinutani                                     | 2            |
| Dragonbuster                          | Mizuhito Akiyama    | Hiro Fujishiro                                  | 1            |
| Dream Knocker                         | Mikage              | Sana Wakatsuki                                  | 1            |
| Duan Surk (and Duan Surk II sequel)   | Mishio Fukazawa     | Sunaho Tobe                                     | 24           |
| Durarara!!                            | Ryōgo Narita        | Suzuhito Yasuda                                 | 10           |

### E
| Titre                     | Auteur           | Illustrateur    | N° du volume |
| ------------------------- | ---------------- | --------------- | ------------ |
| E.a.G                     | Jin Shibamura    | Nari            | 1            |
| Earthtia Chronicle series | Shota Asuka      | Aya Kadoi       | 4            |
| E.G. Combat               | Mizuhito Akiyama | Yoshimiru       | 3            |
| Eromanga Sensei           | Tsukasa Fushimi  | Hiro Kanzaki    | 8            |
| Etsusa Ōhashi             | Ryōgo Narita     | Suzuhito Yasuda | 4            |

### F
| Titre                         | Auteur             | Illustrateur    | N° du volume |
| ----------------------------- | ------------------ | --------------- | ------------ |
| F                             | Shin-ichi Sakairi  | Nagi            | 2            |
| Fafner of the Azure           | Tow Ubukata        | Hisashi Hirai   | 1            |
| Figure 17                     | Shoji Yonemura     | Yuriko Chiba    | 1            |
| Flag Breaker                  | Ryūnosuke Kuromiya | Harikamo        | 1            |
| Fortune Quest series          | Mishio Fukazawa    | Natsumi Mukai   | 38           |
| Fushiawase nara Te o Tsunagō! | Tensei Hibiki      | Shunsuke Tagami | 1            |

### G
| Titre                                                        | Auteur                                   | Illustrateur        | N° du volume |
| ------------------------------------------------------------ | ---------------------------------------- | ------------------- | ------------ |
| Gaikotsu Knife de Jump                                       | Taro Achi                                | Sumi Miya           | 4            |
| Gakkō o Deyō                                                 | Nagaru Tanigawa                          | Masao Aonama        | 6            |
| Gekitsui Majo Himika                                         | Yuki Oginome                             | Otozuku Konoe       | 3            |
| Gekkō                                                        | Natsuo Mamiya                            | Shiromiso           | 1            |
| Genso Suikoden                                               | Shinjiro Hori, Miho Takase et al.        | Kaori Fujita et al. | 17           |
| Ginga Kankō Ryokan Sora no Yu he Irasshāi!                   | Ryuji Arai                               | Nankotsu Misakura   | 7            |
| Gin'iro Fuwari                                               | Mamizu Arisawa                           | Fue                 | 1            |
| Gin'iro no Olynssis                                          | Hitomi Amamiya                           | Hisashi Hirai       | 1            |
| Gintsuchi no Alexandra                                       | Yū Ueno                                  | Jin Isenoya         | 2            |
| Girl Game Master Shiina (and Retro Game Master Shibusawa)    | Tsukasa Suō                              | Nao Saeki           | 4            |
| Gokudō-kun Man-yūki Gaiden                                   | Usagi Nakamura                           | Takeru Kirishima    | 10           |
| Golden Time                                                  | Yuyuko Takemiya                          | Eeji Komatsu        | 3            |
| Goshujin-sama wa Yamaneko-hime                               | Kazuyuki Takami                          | Ayumu Kasuga        | 8            |
| Goshujin-san & Maid-sama                                     | Mudai Enokizu                            | Sōryū               | 2            |
| Grimoire no Keiyakusha                                       | Hideto Kido                              | Yūgen               | 2            |
| Growlanser                                                   | Mie Takase (vol. 1-3), Saya Amo (vol. 4) | Satoshi Urushihara  | 4            |
| Gunparade March (en) series (and Gunparade Orchestra series) | Ryosuke Sakaki                           | Junko Kimura        | 15           |
| Gun's Heart                                                  | Kazuyuki Takami                          | Koto Aoiro          | 5            |
| Gura Shachi                                                  | Erika Nakamura                           | Sō                  | 1            |

### H
| Titre                          | Auteur              | Illustrateur     | N° du volume |
| ------------------------------ | ------------------- | ---------------- | ------------ |
| Hai, Kochira Tantei-bu desu    | Kōichi Nitadori     | Yoshi Wo         | 2            |
| Hajimete no Kusogee            | Kaede Asamiya       | Nemunemu         | 1            |
| Hana × Hana                    | Hiroki Iwata        | Ryōka            | 4            |
| Hanbun no tsuki ga noboru sora | Tsumugu Hashimoto   | Keiji Yamamoto   | 8            |
| Hanikami Triangle              | Yusaku Igarashi     | Mizuki           | 7            |
| Harem wa Iya!!                 | Marehito Mikagami   | Piromizu         | 1            |
| Hataraku Maō-sama!             | Satoshi Wakabara    | 029              | 3            |
| Hazakura ga Kita Natsu         | Kōji Natsumi        | Shizuki Morii    | 5            |
| Heavy Object                   | Kazuma Kamachi      | Nagiryo          | 4            |
| Heian Onihime Sōshi            | Obana Kurokitsune   | Yomi Sarachi     | 1            |
| Hello, Genius                  | Kazuhiro Yūki       | Nylon            | 3            |
| Hen Ai Psychedelic             | Natsuo Mamiya       | Shiromiso        | 2            |
| Higaeri Gladiator              | Erika Nakamura      | Kengo Konno      | 1            |
| Hinata bashi no Ghost pain     | Sho Arisawa         | Kaori Minamikami | 1            |
| Hitomishiri-bu wa Kenzen desu  | Shinano Sano        | Saji Sasai       | 1            |
| Hōkago Gentei Yūsha-sama       | Hirotaka Nanae      | Nan Yaegashi     | 2            |
| Hōkago Hyakumonogatari         | Hirokazu Minemori   | Shin Kyogoku     | 10           |
| Hyper Hybrid Organization      | Kyoishiro Takahashi | Yu Aikawa        | 6            |

### I
| Titre                            | Auteur             | Illustrateur     | N° du volume |
| -------------------------------- | ------------------ | ---------------- | ------------ |
| I.d.                             | Gakuto Mikumo      | Kazuo Miyamura   | 3            |
| Idol wa Tsukkomareru no ga Suki! | Masato Saitō       | Sakana           | 4            |
| Idolising!                       | Sakaki Hirozawa    | Cuteg            | 3            |
| Imadoki, Jochū de Hōkō           | Meidai Kasai       | Jun Futaha       | 1            |
| Infinity Zero                    | Mamizu Arisawa     | Hajime Ninomiya  | 4            |
| Inside World                     | Tsukasa Suou       | En Morikura      | 1            |
| Inukami!                         | Mamizu Arisawa     | Kanna Wakatsuki  | 16           |
| Irisu no Niji                    | Takafumi Nanatsuki | Katsuyuki Hirano | 2            |
| Iriya no Sora, UFO no Natsu      | Mizuhito Akiyama   | Eeji Komatsu     | 4            |
| Iscariot                         | Makoto Sanda       | Robin Kishiwada  | 7            |
| Itsuka, Koi Machi!               | Masashi Hasegawa   | Sakusaku         | 1            |
| Itsumo Dokodemo Nin 2 Ninja      | Taro Achi          | Sumi Miya        | 6            |
| Itsuwari no Dragoon              | En Mikami          | You Shiina       | 5            |

### J
| Titre                                                   | Auteur          | Illustrateur   | N° du volume |
| ------------------------------------------------------- | --------------- | -------------- | ------------ |
| Jaja Hime Buyūden                                       | Usagi Nakamura  |                | 2            |
| Jii-chan Jet! (and Jii-chan Jet!! Honey Bunny spin off) | K-Ske Hasegawa  | Asaha Oka      | 2            |
| Jikū no Cross Road                                      | Kazuyuki Takami | Anmitsusou     | 7            |
| Jūgo Doki Doki Project!                                 | Taro Achi       | Takashi Tensug | 1            |
| Jūsanbanme no Alice                                     | Tsukasa Fushimi | Sikorsky       | 4            |
| Just Boiled O'clock                                     | Hisamitsu Ueo   | Kaori Fujita   | 1            |

### K
| Titre                                                      | Auteur              | Illustrateur      | N° du volume |
| ---------------------------------------------------------- | ------------------- | ----------------- | ------------ |
| Kaguya                                                     | Hajime Kamoshida    | Kumiko Aoi        | 5            |
| Kaguya Nikki                                               | Tensei Hibiki       | Masakazu Azuma    | 1            |
| Kakure Hime                                                | Akira Satake        | Hōki Kusano       | 2            |
| Kakusei Idenshi                                            | Hajime Nakamura     | Refeia            | 3            |
| Kaleidoscope no Mukōgawa                                   | Yuei Miki           | Puyo              | 2            |
| Kami no Manimani!                                          | Kōzaburō Yamaguchi  | Tobari Amakusa    | 3            |
| Kaminaki Sekai no Eiyuden                                  | Hajime Kamoshida    | Minezi Sakamoto   | 3            |
| Kamioroshi                                                 | Akihiko Odō         | Yomi Sarachi      | 1            |
| Kami-sama no Iutōri!                                       | Yu Nishimura        | Show              | 1            |
| Kami-sama no Memo-chō                                      | Hikaru Sugii        | Meru Kishida      | 8            |
| Kami to Dorei no Tanjō Syntax                              | Bokuto Uno          | Kikurage          | 3            |
| Kanashimi Kimera                                           | Rei Rairaku         | Mio Yanagihara    | 4            |
| Kanojo no Unmei Game-kei                                   | Akira Aihara        | Isll              | 1            |
| Kanojo wa Kiseishijo                                       | Yu Ueno             | Akaza             | 4            |
| Kanojo wa Queen                                            | Chikashi Yoshida    | Iruka Shiomiya    | 1            |
| Kannō Shōsetsu o Kaku Onna no Ko wa Kirai desu ka?         | Mitsuhiko Tatsukawa | Nana              | 4            |
| Kare to Kanojo no Shōkan Mahō                              | Tsukasa Kouzuki     | Bunbun            | 6            |
| Kashimashi: Girl Meets Girl                                | Mako Komao          | Yukimaru Katsura  | 1            |
| Kawaiku Nanka Nai Kara ne!                                 | Kazuaki Sena        | Sikorsky          | 1            |
| Kazarareta Kigō                                            | Akira Satake        | Senno Enaga       | 1            |
| Kazuki no Umi ni Sasayaku Jumon                            | Ryo Amamiya         | No illustration   | 1            |
| Kekkaishi no Fugue                                         | Hazuki Minase       | Hirofumi Naruse   | 3            |
| Ketsukyū-mura e Yōkoso                                     | Taro Achi           | Kanao Araki       | 6            |
| Kiiri                                                      | Yukako Kabei        | Shunsuke Taue     | 9            |
| Kijō Eri to Hiiro no Meikyū                                | Taiga Akizuki       | Yasuyuki          | 1            |
| Kimi no Tame no Monogatari                                 | Marehito Mikagami   | Sumihey           | 1            |
| Kimi to Aruku Hidamari o                                   | Kazuya Shimura      | Satoshi Kirishima | 4            |
| Kino's Journey (and Gakuen Kino spin-off)                  | Keiichi Sigsawa     | Kohaku Kuroboshi  | 20           |
| Kirin wa Ichizuni Koiwosuru                                | Kazuya Shimura      | You Shiina        | 6            |
| Kiseki no Hyōgen                                           | Mitsutaka Yuki      | Kei               | 3            |
| Kishin Shinsen                                             | Makoto Izumi        | Suzuhito Yasuda   | 3            |
| Kitakubu no Ace-kun                                        | K-Ske Hasegawa      | Hiroyuki          | 2            |
| Koharubara Hiyori no Ikusei Nikki                          | Yūsaku Igarashi     | Aoi Nishimata     | 4            |
| Koisuru Kimon no Protocol                                  | Kinugoshi Deguchi   | Won               | 3            |
| Kōtei Penguin ga Tonda Sora                                | Ryuji Saiki         | K Aniki           | 1            |
| Kris Naga                                                  | Miroku Kobayashi    | Poco              | 1            |
| Kubatsu no Akuma Shōkan Jutsu                              | Yoshino Origuchi    | Masaki Inuzami    | 4            |
| Kuranai wa Kuranawi                                        | Tomo Takaha         | Benkyo Tamaoki    | 1            |
| Kurogane Communication                                     | Mizuhito Akiyama    | Tomomasa Takuma   | 2            |
| Kurukuru Croquis                                           | Koma Watanabe       | Shino             | 2            |
| Kusonoki Tōjūrō no Sainan na Hibi                          | Daisuke Minai       | Ichizen           | 1            |
| Kyōkagaku Hunter Rei                                       | Yuji Nakazato       | Takeshi Obata     | 6            |
| Kyōkaisen-jō no Horizon                                    | Minoru Kawakami     | Satoyasu          | 9            |
| Kyūkanchō no Deka                                          | Taro Achi           | Yuka Suzuki       | 1            |
| Kyūketsuki no Oshigoto (and Kyūketsuki no Himegoto series) | Suzu Suzuki         | Yu Katase         | 10           |
| Kyūkū Hitsugi no Shisha Sosei Gaku                         | Ion Aioi            | Ayato Sasakura    | 1            |

### L
| Titre                  | Auteur            | Illustrateur      | N° du volume |
| ---------------------- | ----------------- | ----------------- | ------------ |
| Ladies versus Butlers! | Tsukasa Kōzuki    | Munyū             | 12           |
| Ladwin no Bōken        | Tomohiko Suitō    | Seiji Kikuchi     | 1            |
| Liar License           | Akita Ichihara    | Mofu              | 1            |
| Last Kiss              | Kei Sato          | Hitsuji Takanashi | 1            |
| Layered Summer         | Tsukasa Kōzuki    | Neko Sakura       | 1            |
| Legion                 | Tomonori Sugihara | Enji Yamato       | 2            |
| Let it BEE!            | Akira Sueba       | Tea               | 1            |
| Lillia and Treize      | Keiichi Sigsawa   | Kohaku Kuroboshi  | 6            |
| Lilith ni Omakase!     | Kaede Asamiya     | Riko Korie        | 3            |
| Love Chū               | Meguru Kazami     | Eri Natsume       | 1            |
| Lucky Chance!          | Mamizu Arisawa    | QP:flapper        | 10           |

### M
| Titre                                                                               | Auteur | Illustrateur                                                                                  | N° du volume |
| ----------------------------------------------------------------------------------- | --- | --------------------------------------------------------------------------------------------- | ------------ |
| Magi Strut Engage                                                                   | Shū Matsuyama | Keitarō Kawagishi                                                                             | 2            |
| Mahōka Kōkō no Rettōsei                                                             | Tsutomu Sajima | Kana Ishida                                                                                   | 24           |
| Maji × Dora                                                                         | Kaede Asamiya | Satoru Arikawa                                                                                | 1            |
| Maki Tantei Meiōsei O Walking no W                                                  | Matarō Echizen | No illustration                                                                               | 1            |
| Mama                                                                                | Izuki Kogyoku | Karasu                                                                                        | 1            |
| Mamoru-kun ni Megami no Shukufuku o! (and Mamoru-kun ni Bangai-hen de Shukufuku o!) | Hiroki Iwata | Toshiyuki Sato                                                                                | 16           |
| Mawaru Mawaru Unmei no Wa Mawaru                                                    | Uta Namino | Pun2                                                                                          | 1            |
| Maō na Ano Ko to Murabito A                                                         | Rin Yūki | Akahito                                                                                       | 1            |
| Marriage Royale                                                                     | Shingo Hifumi | Junka Morozumi, Aoi Nishimata, Hiro Suzuhira                                                  | 2            |
| Mayu no Shōjo to Machi no Sakimori                                                  | Jirō Kurifu | Hamachi Sakai                                                                                 | 2            |
| Meg and Seron                                                                       | Keiichi Sigsawa | Kohaku Kuroboshi                                                                              | 6            |
| Meshi Ano Ichinichi                                                                 | Hiroki Iwata | Toshiyuki Satō                                                                                | 2            |
| MIB                                                                                 | Sorajūrō Kashiwaba | Ninozen                                                                                       | 2            |
| Minami no Minami no                                                                 | Mizuhito Akiyama | Eeji Komatsu                                                                                  | 1            |
| Minerva to Chie no Ki                                                               | Konomi Asō | Takurō Iwaki                                                                                  | 1            |
| Missing                                                                             | Gakuto Coda | Shin Midorikawa                                                                               | 13           |
| Mitsui Sumika to Shikakui Akuma                                                     | Hyōsuke Takatō | Purin Purin                                                                                   | 1            |
| Mizutama Panic.                                                                     | K-Ske Hasegawa | Nanakusa                                                                                      | 4            |
| MM                                                                                  | Chikashi Yoshida | 3                                                                                             | 2            |
| Momo to Oni no Wadachi                                                              | Akira Arisato | Atsuko Nakajima                                                                               | 1            |
| Moriguchi Orito no Onmyōdō                                                          | Masaki Okayu | Torishimo                                                                                     | 4            |
| Morpheus no Kyōshitsu                                                               | En Mikami | You Shiina                                                                                    | 4            |
| Multiplex                                                                           | Tōsei Tamura | Jūki Kishin                                                                                   | 1            |
| Murasakiiro no Qualia                                                               | Hisamitsu Ueo | Shirō Tsunashima                                                                              | 1            |
| MW-gō no Higeki                                                                     | Takehiro Arihara, Mamizu Arisawa, Yū Fujiwara, Hiroki Iwata, Nobuyoshi Kondō, Gakuto Mikumo, Ryōgo Narita, Masaki Okayu, Keiichi Sigsawa, Nagaru Tanigawa, Soichiro Watase   | Katsumi Enami, Torishimo                                                                      | 1            |
| My Imagination                                                                      | Hiro Arikawa, Mamizu Arisawa, Hideyuki Furuhashi, Yūsaku Igarashi, Hiroki Iwata, Tsukasa Kōzuki, Erika Nakamura, Ryōgo Narita, Jin Shibamura, Keiichi Sigsawa, Hisamitsu Ueo | Shin Kyōgoku, Kakeru Mikazuki, Munyū, Nishida, Gatame Sasori, Shunsuke Tagami, Keiji Yamamoto | 1            |
| Mystery-Chrono                                                                      | Shiki Kuzumi | Komeko Amajio                                                                                 | 3            |

### N
| Titre                         | Auteur           | Illustrateur                                  | N° du volume |
| ----------------------------- | ---------------- | --------------------------------------------- | ------------ |
| Nanahime Monogatari           | Wataru Takano    | Osamu Otani                                   | 6            |
| Nanahushigi no Kowashikata    | Akira Satake     | Senno Enaga                                   | 1            |
| Nanairo Reversible            | Kaede Asamiya    | Show                                          | 1            |
| Nanatsuiro Drops              | Kaya Akasaka     | Noizi Ito (cover), Yuki Takami (illustration) | 2            |
| Nareru! SE                    | Kōji Natsumi     | Ixy                                           | 5            |
| Natsuki Full Swing            | Hideto Kido      | Arima Honda                                   | 2            |
| Nekomimi Tō-san               | Makoto Matsubara | Kendi Oiwa                                    | 1            |
| Neko no Chikyūgi              | Mizuhito Akiyama | Yū Shiina                                     | 2            |
| Neko Sis                      | Tsukasa Fushimi  | Hiro Kanzaki                                  | 1            |
| Nisenyonhyakukyūkai no Kanojo | Yu Nishimura     | Masato Takashina                              | 2            |
| Nogizaka Haruka no Himitsu    | Yusaku Igarashi  | Shaa                                          | 14           |
| No Blood                      | Bunshō Fuse      | Takanobu Aida                                 | 1            |

### O
| Titre                                        | Auteur            | Illustrateur                                  | N° du volume |
| -------------------------------------------- | ----------------- | --------------------------------------------- | ------------ |
| Ōcharaka Ekimae Gekijō                       | Taro Achi         | Yuka Suzuki                                   | 1            |
| Ōkahōshin                                    | Sho Tomono        |                                               | 12           |
| Ōkami-san series                             | Masashi Okita     | Unaji                                         | 12           |
| Omae Nanzo ni Musume wa Yaren                | Hideto Maruyama   | Runa Tsukigami                                | 1            |
| Omoi wa Itsumo Senkōhanabi                   | Ginga Isshiki     | Yui                                           | 4            |
| Onmyō no Miyako                              | Soichiro Watase   | Sho-U Tajima (vol. 1), Wataru Saino (vol. 2-) | 5            |
| Ore Meets Little Devil!                      | Hirokazu Minemori | An Inugahora                                  | 2            |
| Ore no Imōto ga Konna ni Kawaii Wake ga Nai  | Tsukasa Fushimi   | Hiro Kanzaki                                  | 12           |
| Ore to Kanojo ga Maō to Yūsha de Seitokaichō | Yuzuru Aikawa     | H2SO4                                         | 1            |
| Ore-sama wa Waruga Kid                       | Taro Achi         | Tomozo                                        | 2            |
| Orusu Banshee                                | Msatake Ogawa     | Sunaho Tobe                                   | 4            |
| Over the Horizon                             | Satsuki Tachibana | Asahi Takashina                               | 1            |
| Owari no Chronicle                           | Minoru Kawakami   | Satoyasu                                      | 14           |

### P
| Titre            | Auteur         | Illustrateur                                                       | N° du volume |
| ---------------- | -------------- | ------------------------------------------------------------------ | ------------ |
| Pain Capture     | Koma Watanabe  | Yoshi-Wo                                                           | 1            |
| Parallel Lovers  | Tōka Shigatsu  | Baku Koshijima                                                     | 1            |
| Persona 2        | Mie Takase     | Kazuma Kaneko (cover and frontispiece) Ken Sugawara (illustration) | 2            |
| Pixie Works      | Daisuke Minai  | Vernier600                                                         | 1            |
| Pita-Ten         | Yukari Ochiai  | Koge-Donbo (cover), Rina Yamaguchi (illustration)                  | 3            |
| Prave!           | Hyōsuke Takatō | Purin Purin                                                        | 3            |
| Please Teacher!  | Go Zappa       | Taraku Uon, Hiroaki Goda                                           | 1            |
| Please Twins!    | Go Zappa       | Taraku Uon, Hiroaki Goda                                           | 2            |
| Post Girl        | Jiro Masuko    | Gashin                                                             | 4            |
| Project Remover  | Sami Shinozaki | Akihiro Kimura                                                     | 3            |
| Psyche no Namida | Jin Shibamura  | Nari                                                               | 1            |

### R
| Titre                                  | Auteur            | Illustrateur              | N° du volume |
| -------------------------------------- | ----------------- | ------------------------- | ------------ |
| Radical Princess!                      | Tsukasa Suou      | Akahito                   | 3            |
| Raimuiro Senkitan                      | Satoru Akahori    | Yoshiten, Mayumi Watanabe | 1            |
| Rakuin no Monshō                       | Tomonori Sugihara | 3                         | 9            |
| Rapunzel no Tsubasa                    | Shinjirō Dobashi  | Ryō Ueda                  | 4            |
| Rebellion                              | Gakuto Mikumo     | Kaya Kuramoto             | 5            |
| Reina Kamisu series                    | Eiji Mikage       | No illustration           | 2            |
| Reverse End                            | Tsumugu Hashimoto | Otohiko Takano            | 6            |
| Reimei no Atena                        | Yuji Nakazato     | Shinnosuke Tasaka         | 4            |
| Rengokuhime                            | Yū Fujiwara       | Kaya8                     | 3            |
| Rental Full Moon                       | Kazuaki Sena      | Shungo Sumaki             | 3            |
| Reset World                            | Kazuyuki Takami   | Himeaki                   | 3            |
| Resin Cast Milk                        | Yu Fujiwara       | Kaya Kuramoto             | 9            |
| Reverse Kiss                           | Shinano Sano      | Fuzzy                     | 1            |
| Ring & Link!                           | Akito Mizusawa    | Satoshi Kiba              | 1            |
| Rinkan no Madōshi                      | Soichiro Watase   | Fu Midori                 | 9            |
| Risō no Kanojo no Tsukurikata          | Tōru Takamura     | Subaru Akino              | 3            |
| Rival wa Ojō-sama                      | Yui Tokita        | Sakusaku                  | 3            |
| Ro-Kyu-Bu!                             | Sagu Aoyama       | Tinkle                    | 9            |
| Romeo no Sainan                        | Rei Rairaku       | Tsuitachi Sakuya          | 1            |
| Ryū to Aitsu to Kawaige no Nai Watashi | Kazuya Shimura    | Ginta                     | 5            |

### S
| Titre                               | Auteur | Illustrateur                                                  | N° du volume |
| ----------------------------------- | --- | ------------------------------------------------------------- | ------------ |
| s-CRY-ed                            | Kazuho Hyodo | Hisashi Hirai                                                 | 3            |
| Sabikui Bisco                       | Shinji Cobkubo                                                                                                  | K Akagishi mocha                                              | 8            |
| Saigo no Kane ga Naru Toki          | Mamizu Arisawa, Yukako Kabei, Kazuma Kamachi, En Mikami, Ryōgo Narita, Kei Satō, Jin Shibamura, Soichiro Watase | Jū Ayakura, Yū Katase                                         | 1            |
| Saigo no Natsu ni Miageta Sora ha   | Yu Sumimoto | Bonta Oki                                                     | 3            |
| Sakura Denka no Himitsu             | Kūjūrō Kashiwaba                                                                                                | Ryōchimo                                                      | 1            |
| Sakurairo Bump                      | Takehiro Arihara                                                                                                | Gunpom                                                        | 2            |
| Sakura-sō no Pet na Kanojo          | Hajime Kamoshida                                                                                                | Cage Mizoguchi                                                | 6            |
| Sakura Wars                         | Satoru Akahori                                                                                                  | Hidenori Matsubara                                            | 3            |
| Sayonara Piano Sonata               | Hikaru Sugii | Ryo Ueda                                                      | 5            |
| See-through!?                       | Ifusei Amou | Hinasaki                                                      | 1            |
| Seiren Sangokushi                   | Shūniko Nana | Comeco Amajio                                                 | 1            |
| Seishun Lariat!!                    | Takamaru Semikawa                                                                                               | Sumihey                                                       | 2            |
| Sekaiheiwa wa Ikka Danran no Ato ni | Kazuya Hashimoto                                                                                                | Koban Sameda                                                  | 10           |
| Sekai no Chūshin Hariyama-san       | Ryōgo Narita | Katsumi Enami, Suzuhito Yasuda                                | 3            |
| Senpai to Boku                      | Masashi Okita                                                                                                   | Koyori Kusanagi                                               | 6            |
| Serious Rage                        | Toshiyuki Shirakawa                                                                                             | Yasuyuki                                                      | 7            |
| Shadow Taker                        | En Mikami | Keiichi Sumi                                                  | 5            |
| Shakugan no Shana                   | Yashichiro Takahashi                                                                                            | Noizi Ito                                                     | 25           |
| Sharp Edge                          | Shin-ichi Sakairi                                                                                               | Nagi                                                          | 3            |
| Shichika, Toki Tobu!                | Shiki Kuzumi | Kagayo Myōjō                                                  | 1            |
| Shift                               | Hisamitsu Ueo                                                                                                   | STS                                                           | 3            |
| Shigofumi: Stories of Last Letter   | Ryo Amamiya | Poko                                                          | 4            |
| Shirokuro Nekuro                    | Ryōto Takama | Shigetaka Kimura                                              | 2            |
| Shirona-san, Oishiku Itadaichaimasu | Kōichi Nitadori                                                                                                 | Ria Runa                                                      | 1            |
| Shio no Machi                       | Hiro Arikawa | Shoji                                                         | 1            |
| Shirayama-san to Kuroi Kaban        | Rin Suzuki | Kokonoka                                                      | 4            |
| Shiritsu! Sanjūsan Gendō Gakuin     | Kei Sato | Kamiyamaneki                                                  | 10           |
| Shishi no Gyokuza                   | Maki Masato | Jun Futaba                                                    | 3            |
| Shisho to Hasami to Migikai Enpitsu | Rin Yuki | Shunsaku Tomose                                               | 7            |
| Shisō Toshokan no Libre Blanche     | Yoshino Origuchi                                                                                                | KeG                                                           | 4            |
| Six Volt                            | Kamino Okina | Kouji Ogata                                                   | 3            |
| Shizuno-san no Futago               | Marehito Mikagami                                                                                               | Jin Sakuya                                                    | 1            |
| Shōnen Tengusa no Shoppai Jumon     | Osamu Makino | Kohaku Sumeragi                                               | 1            |
| Sōkoku no Pendulum                  | Koji Toriu | Akira Ishida                                                  | 4            |
| Sorairona                           | Ginga Isshiki                                                                                                   | Karasu Konatsu                                                | 1            |
| Sora no Kane no Hibiku Hoshi de     | Soichiro Watase                                                                                                 | Mineko Iwasaki                                                | 13           |
| Sōryūki                             | Kaoru Yasuhiko                                                                                                  | Tomatika                                                      | 3            |
| Sōsei no Ki                         | Jirō Kurifu | Ono Shiro                                                     | 3            |
| Soshite, Dare mo ga Uso o Tsuku     | Marehito Mikagami                                                                                               | Tea                                                           | 1            |
| Spice and Wolf                      | Isuna Hasekura                                                                                                  | Jū Ayakura                                                    | 17           |
| Starship Operators                  | Ryo Mizuno | Ryu Naito (illustration) Kimitoshi Yamane (mechanical design) | 6            |
| Stop Marika-chan!                   | Seiya Suganuma                                                                                                  | Mirura Yano                                                   | 1            |
| Strawberry Panic!                   | Sakurako Kimino                                                                                                 | Namuchi Takumi                                                | 3            |
| Strike the Blood                    | Gakuto Mikumo                                                                                                   | Manyako                                                       | 2            |
| Sukima Onna (Habahiro)              | Hideto Maruyama                                                                                                 | Risa Miyasu                                                   | 1            |
| Sweet Line                          | Mamizu Arisawa                                                                                                  | Mizu Kisaragi                                                 | 3            |
| Sword Art Online                    | Reki Kawahara                                                                                                   | Abec                                                          | 18           |

### T
| Titre                                                          | Auteur           | Illustrateur                                              | N° du volume |
| -------------------------------------------------------------- | ---------------- | --------------------------------------------------------- | ------------ |
| Tabi ni Deyō, Horobi Yuku Sekai no Hate Mada.                  | Naoto Yorozuya   | Hōmitsu                                                   | 1            |
| Take Five                                                      | Takehiro Arihara | Yuu Nonaka                                                | 2            |
| Tamako-san to Kashiwa-kun                                      | Hitoma Iruma     | Hidari                                                    | 1            |
| Tantei Opera Milky Holmes: Overture                            | Hideaki Koyasu   | Natsuki Tanihara (cover), Keiichi Ishikura (illustration) | 1            |
| Tarot no Goshujin-sama                                         | Hirotaka Nanae   | Yukirin                                                   | 12           |
| Tengoku ni Namida wa Iranai                                    | Kei Sato         | Aoi Sagano                                                | 12           |
| Tenkyū no Kamui                                                | K-Ske Hasegawa   | Nanakusa                                                  | 1            |
| Tenkū no Arukamiresu                                           | En Mikami        | Keiichi Sumi                                              | 5            |
| Tenshi no Recipe                                               | Otogimakura      | Matsuryu                                                  | 2            |
| Tensō no Shita no Bashiresu                                    | Kohei Ito        | Yuchi Kosumi                                              | 2            |
| Tetora                                                         | Mishio Fukazawa  | Keiji Yamamoto                                            | 1            |
| Theta                                                          | Chitose Tōma     | Kurapon                                                   | 1            |
| Thunder Girl!                                                  | Suzu Suzuki      | Yu Katase                                                 | 3            |
| Toaru Majutsu no Index (and Shin'yaku: Toaru Majutsu no Index) | Kazuma Kamachi   | Kiyotaka Haimura                                          | 26           |
| Tokui Ryōiki no Tokuiten                                       | Shūsei Hanno     | Saitom                                                    | 1            |
| To Witch Seru!                                                 | Ginga Isshiki    | Yayoi Hizuki                                              | 1            |
| Tobira no Soto                                                 | Shinjiro Dobashi | Shiromi Zakana                                            | 3            |
| Tokage no Ō                                                    | Hitoma Iruma     | Buriki                                                    | 1            |
| Toki no Maho to Ubatama no Yoru                                | Takehiro Arihara | Gunpom                                                    | 1            |
| Tokyo Shadow                                                   | Aya Nishitani    | Hitoshi Wakana and Ki                                     | 4            |
| Tokyo Vampire Finance                                          | Junjō Shindō     | Shōnen Sasaki                                             | 1            |
| Toradora! (and Toradora Spin-off!)                             | Yuyuko Takemiya  | Yasu                                                      | 13           |
| Torajima!                                                      | Taro Achi        | Tateha                                                    | 2            |
| Torikagosō no Kyō mo Nemutai Jūmintachi                        | Yukako Kabei     | Tekunosamata                                              | 6            |
| Toshi series                                                   | Minoru Kawakami  | Satoyasu                                                  | 15           |
| Tōdōke wa Kamigakari                                           | Hyōsuke Takatō   | Hidekazu Yutani                                           | 3            |
| Train+Train                                                    | Hideyuki Kurata  | Tomomasa Takuma                                           | 5            |
| Tricksters                                                     | Mishiki Kuzu     | Komeko Amajio                                             | 6            |
| Tristia of the Deep-Blue Sea                                   | Takashi Aki      | Eeji Komatsu (frontispiece), Atsushi Ogasawara (cover)    | 1            |
| Tsukikoi                                                       | Chiaki Yamashina | Otohiko Takano                                            | 1            |
| Tsuki to Anata ni Hanataba o                                   | Kazuya Shimura   | You Shiina                                                | 8            |
| Tsukumodō Kottōten                                             | Akihiko Mido     | Takeshi Masatoshi                                         | 7            |

### U
| Titre                                   | Auteur         | Illustrateur     | N° du volume |
| --------------------------------------- | -------------- | ---------------- | ------------ |
| Uchi no Hime-sama ni wa Gakkari desu... | Suzu Suzuki    | Takuya Fujima    | 3            |
| Ultimate Girls                          | Seiichi Take   | Ryusuke Hamamoto | 1            |
| Umi wo Miagete                          | Tensei Hibiki  | Osamu Otani      | 1            |
| Umibe no Usagi                          | Suzu Suzuki    | Yu Katase        | 1            |
| Undead Banisuta!                        | Suzu Suzuki    | Taro Kana        | 2            |
| Under                                   | Kazuaki Sena   | U                | 2            |
| Under Rug Rocking                       | Itsuki Nase    | Izumi Kazuto     | 1            |
| Usagi no Eigakan                        | Sunao Tonozaki | Shunsuke Taue    | 1            |
| Usotsuki Mii-kun to Kowareta Maa-chan   | Hitoma Iruma   | Hidari           | 11           |
| Utsuro no Hako to Zero no Maria         | Eiji Mikage    | 415              | 4            |
| Utsurosaki Masaki no Misshitsu Play     | Ion Aioi       | Matsuryu         | 1            |

### V
| Titre                    | Auteur          | Illustrateur   | N° du volume |
| ------------------------ | --------------- | -------------- | ------------ |
| Valkyrja no Kikō         | Rin Yuki        | Kazuo Miyamura | 4            |
| Vamp!                    | Ryōgo Narita    | Katsumi Enami  | 5            |
| Vandal Garōgai no Kiseki | Mamoru Minagawa | Saku Mochizuki | 3            |
| Vehicle End              | Hisamitsu Ueno  | Redjuice       | 1            |

### W
| Titre                       | Auteur          | Illustrateur | N° du volume |
| --------------------------- | --------------- | ------------ | ------------ |
| Wagaya no Oinari-sama.      | Jin Shibamura   | Hoden Eizo   | 7            |
| Walpurgis no Kōkai          | Kouhei Kadono   | Kouji Ogata  | 3            |
| Wamikabara Uguisu no Ronshō | Shiki Kuzumi    | Katsuki      | 1            |
| Watashitachi no Tamura-kun  | Yuyuko Takemiya | Yasu         | 2            |
| Westadia no Sōsei           | Masatake Ogawa  | Tsuyuki      | 8            |
| Wistadia no Futaboshi       | Masatake Ogawa  | Shinsetsu    | 5            |
| Wizard's Brain              | Reiichi Saegusa | Keiichi Sumi | 9            |

### Y
| Titre                                                       | Auteur          | Illustrateur    | N° du volume |
| ----------------------------------------------------------- | --------------- | --------------- | ------------ |
| Yama: Ki                                                    | Gakuto Coda     | Kakeru Mikazuki | 1            |
| Yome ni Shiro to Semaru Osananajimi no Tame ni xx Shitemita | Meguru Kazami   | Konomi          | 1            |
| Yomesen!                                                    | Maki Masato     | Satoshi Goma    | 4            |
| Yoru no Chōcho to Dōkyo Keikaku!                            | Manabi Hishida  | Santa Matsuri   | 2            |
| Yoru to Chi to Kankei.                                      | Hideto Maruyama | Osa             | 3            |
| Yuki Kamakiri                                               | Izuki Kōgyoku   | Takarō Iwaki    | 1            |
| Yurayura to Yureru Umi no Kanata                            | Nobuyoshi Kondo | Ebine           | 10           |

### Z
| Titre                          | Auteur           | Illustrateur   | N° du volume |
| ------------------------------ | ---------------- | -------------- | ------------ |
| Zarathustra e no Kaidan        | Shinjiro Dobashi | Shiromi Zakana | 3            |
| Zashiki-warashi ni Dekiru Koto | Hirotaka Nanae   | Yousuke Ikeda  | 6            |
| Zefagarudo                     | Jin Shibamura    | Haruaki Fuyuno | 1            |
| Zenon-sama dearu!              | Masaki Okayu     | Yōta           | 1            |
| Zeppeto no Musumetachi         | Yūei Miki        | Sōji Miyata    | 2            |
| Zetsubōkei Tojirareta Sekai    | Nagaru Tanigawa  | G Muryo        | 1            |